# Spiroctenus purcelli
Spiroctenus purcelli là một loài nhện trong họ Nemesiidae.
Spiroctenus purcelli được miêu tả năm 1917 bởi Tucker.